# هانز ويلتشيك
هانز ويلتشيك (بالألمانية: Hans Wiltschek)‏ (15 ديسمبر 1911 – 19 ديسمبر 1999) هو ملاكم نمساوي راحل، مثّل بلاده في الألعاب الأولمبية الصيفية 1936.

## روابط خارجية
هانز ويلتشيك على موقع أوليمبيديا (الإنجليزية)